# NGC 821
NGC 821 (други обозначения – NGC 821, UGC 1631, MCG 2-6-34, ZWG 438.33, KARA 89, PGC 8160) е близка елиптична галактика в съзвездието Овен. Открита е от Уилям Хершел на 4 септември 1786 г. Галактиката е изолирана. Тя съдържа свръхмасивна черна дупка с маса около 35 млн. пъти масата на Слънцето, но не показва признаци за съществуването на активно галактическо ядро; на рентгеновите изображения на галактиката има само малка S-образна област с център в ядрото и дължина около един килопарсек, която може би е остатък от рентгенова релативистична струя със слаба яркост.
В галактиката има около 150 планетарни мъглявини.